# Ceraspis farinosa
Ceraspis farinosa är en skalbaggsart som beskrevs av Hermann Burmeister 1855. Ceraspis farinosa ingår i släktet Ceraspis och familjen Melolonthidae. Inga underarter finns listade i Catalogue of Life.